# Arundel (Kanada)
Arundel – osada położona w Kanadzie, w prowincji Quebec, znajdująca się ok. 18 kilometrów na południe od Mont-Tremblant.
Arundel zostało zasiedlone przez szkockich i irlandzkich imigrantów w połowie XIX wieku, którzy rozpoczęli tam uprawę roli oraz wyrąb lasów. Do dziś większość powierzchni osady to ziemia uprawna.
W okolicach Arundel w latach 1946-1969 mieszkał generał Kazimierz Sosnkowski (oraz jego żona Jadwiga); który posiadał tam 25-akrową farmę.